# Isoglossa bolusii
Isoglossa bolusii är en akantusväxtart som beskrevs av C. B. Cl.. Isoglossa bolusii ingår i släktet Isoglossa och familjen akantusväxter. Inga underarter finns listade i Catalogue of Life.